# Великотырновская область
Великоты́рновская о́бласть (болг. Област Велико Търново) — область в Северно-Центральном регионе Болгарии.
Область занимает площадь 4662 км², на которой проживает 242 259 жителей (2016).

## Общины Великотырновской области
1. Община Елена
2. Община Горна-Оряховица
3. Община Лясковец
4. Община Павликени
5. Община Полски-Трымбеш
6. Община Сухиндол
7. Община Стражица
8. Община Свиштов
9. Община Велико-Тырново
10. Община Златарица

см. также Города Великотырновской области

## Население
| Этнические группы (2011) | Этнические группы (2011) | Этнические группы (2011) | Этнические группы (2011) | Этнические группы (2011) |
| Этническая группа        |                          |                          | Процент                  |                          |
| ------------------------ | ------------------------ | ------------------------ | ------------------------ | ------------------------ |
| Болгары                  |                          |                          | 90.3 %                   |                          |
| Турки                    |                          |                          | 6.7 %                    |                          |
| Цыгане                   |                          |                          | 1.7 %                    |                          |
| Другие                   |                          |                          | 1.3 %                    |                          |